# Unione Sindacale Italiana
Die Unione Sindacale Italiana (USI – Union der italienischen Syndikalisten) ist der Dachverband der italienischen Syndikalisten. Er spielte eine gewichtige Rolle im Zuge des „Biennio rosso“, des sozialistischen Revolutionsversuchs von 1919 bis 1920.

## Frühgeschichte
Die Gründung der USI erfolgte 1912, als sich eine Gruppe von Gewerkschaftsaktivisten, die bis dahin der Confederazione Generale del Lavoro (CGI) angehörten, in Modena trafen. Sie sagten sich vom Reformismus los und beschlossen, eine Organisation zu gründen, die sich an den radikalen Grundsätzen der Ersten Internationale orientiert.
Die meisten syndikalistischen Vereinigungen schlossen sich der USI an, die in der Folge an vielen bedeutenden Auseinandersetzungen beteiligt war. Nach dem Ausbruch des Ersten Weltkrieges kam es innerhalb der USI zu einer Auseinandersetzung über die Fortsetzung des bis dahin vertretenen Anti-Kriegs-Kurses. Sie endete mit dem Austritt der interventionistischen Nationalsyndikalisten um Alceste de Ambris, Filippo Corridoni und Giuseppe Di Vittorio. Die USI blieb daraufhin unter dem Vorsitz von Armando Borghi und Alberto Meschi weiterhin auf Anti-Interventionskurs.

## Syndikalismus und Faschismus
Nach Kriegsende erreichte die USI im Biennio rosso die bis heute höchste Anzahl an Mitgliedern. In den beiden „roten“ Jahren 1919 und 1920, hatten sich ihr ca. 1.000.000 Menschen angeschlossen. Die USI nahm im Dezember 1922 in Berlin am Gründungskongress der Internationalen ArbeiterInnen-Assoziation (IAA) teil. Sie verwendete für die IAA den spanischen Namen „Asociación Internacional de los Trabajadores“ (AIT).
Als USI-AIT wurde sie zum Hauptgegner der italienischen Faschisten in den Straßenschlachten des Biennio nero, insbesondere in den Kämpfen um Parma, wo ihre Mitglieder im August 1922 den Arditi von Italo Balbo gegenüberstanden. Sie wurde 1926 von den Faschisten verboten, setzte jedoch ihre Tätigkeit im Untergrund und im Exil fort. Sie kämpfte gegen die Putschisten unter General Francisco Franco im spanischen Bürgerkrieg an der Seite der Confederación Nacional del Trabajo (CNT) und der Federación Anarquista Ibérica (FAI).

## Nachkriegszeit
Nach dem Ende des Zweiten Weltkrieges und der Proklamation der Republik folgten die verbliebenen Mitglieder dem Ruf der Federazione Anarchica Italiana (FAI) die zur Teilnahme an einer Einheitsgewerkschaft aufrief. Sie traten der Confederazione Generale Italiana del Lavoro (CGIL) bei. Als sich die CGIL 1950 teilte, gründeten einige Aktivisten erneut die USI-AIT. Sie konnten aber nicht mehr an die frühere Wirkungsmächtigkeit anknüpfen.

## Heute
Die USI ist schwerpunktmäßig in Norditalien mit Ortsvereinigungen vertreten und insbesondere in der Bildungs- und der Gesundheitsbranche verankert. Sie gibt die Zeitung „Lotta di Classe“ (Kampf der Klasse) heraus.
Im Dezember 2016 wurde die USI zusammen mit der CNT und der Freie Arbeiterinnen- und Arbeiter-Union (FAU) aus der IAA ausgeschlossen, nachdem sich diese drei Mitgliedssektionen für eine „Neuformierung des Anarchosyndikalismus auf internationaler Ebene“ ausgesprochen hatten.
Sie gehört zu den Gründungsmitgliedern der 2018 gegründeten Internationalen Konföderation der Arbeiter*innen (IKA, englisch: International Labour Confederation, ICL).